# ГЕС Маккормік
ГЕС Маккормік (фр. Centrale McCormick) — гребля і ГЕС на річці Манікуаган побудована компаніями Quebec & Ontario Paper Company й the Canadian British Aluminium Company у 3 км на захід від Бе-Комо, Квебек, Канада. Названа на честь полковника Роберта Р. Маккорміка (1880–1955), медіамагната, власника Chicago Tribune.
На момент відкриття у 1952 році, станція забезпечувала електрикою паперовий комбінат, що належав американській газеті
Вже у 1955 році, Manicouagan Power Company планувала перше розширення шляхом додавання турбіни потужністю 44,8 МВт, збільшуючи номінальну потужність до 218 МВт.
З часу відкриття ГЕС Маккормік генерує електрику для целюлозно-паперового та алюмінієвого комбінатів, і мав двох власників AbitibiBowater (60%) й Alcoa (40%). У 1962–1963 рр. уникнув націоналізації електроенергетики Квебеку під егідою Гідро-Квебек
Проте у грудні 2009 року під загрозою банкрутства AbitibiBowater був змушений продати свою 60% частку акцій ГЕС дочірній компанії Hydro-Québec, HQ Manicouagan. Вартість угоди склала C$615 млн.
Поруч з ГЕС Маккормік розташовано ГЕС Манік-1 що має живлення з того ж водосховища — Манік-1. Встановлена потужність зросла за час його існування до 335 МВт.